# Сикелианос, Ангелос
А́нгелос Сикелиано́с (греч. Άγγελος Σικελιανός; 28 марта 1884, о. Лефкас — 19 июня 1951, Афины) — греческий поэт и драматург.
Сикелианос — один из видных греческих поэтов XX века. Его стихи прославляют национальную историю, религиозный символизм, универсальную гармонию.

## Биография
Сикелианос родился на острове Лефкас, где провёл всё своё детство. В 1900 году он поступил в юридическую школу в Афинах, но не закончил её. В последующих годах он много путешествовал, занимаясь сочинительством.

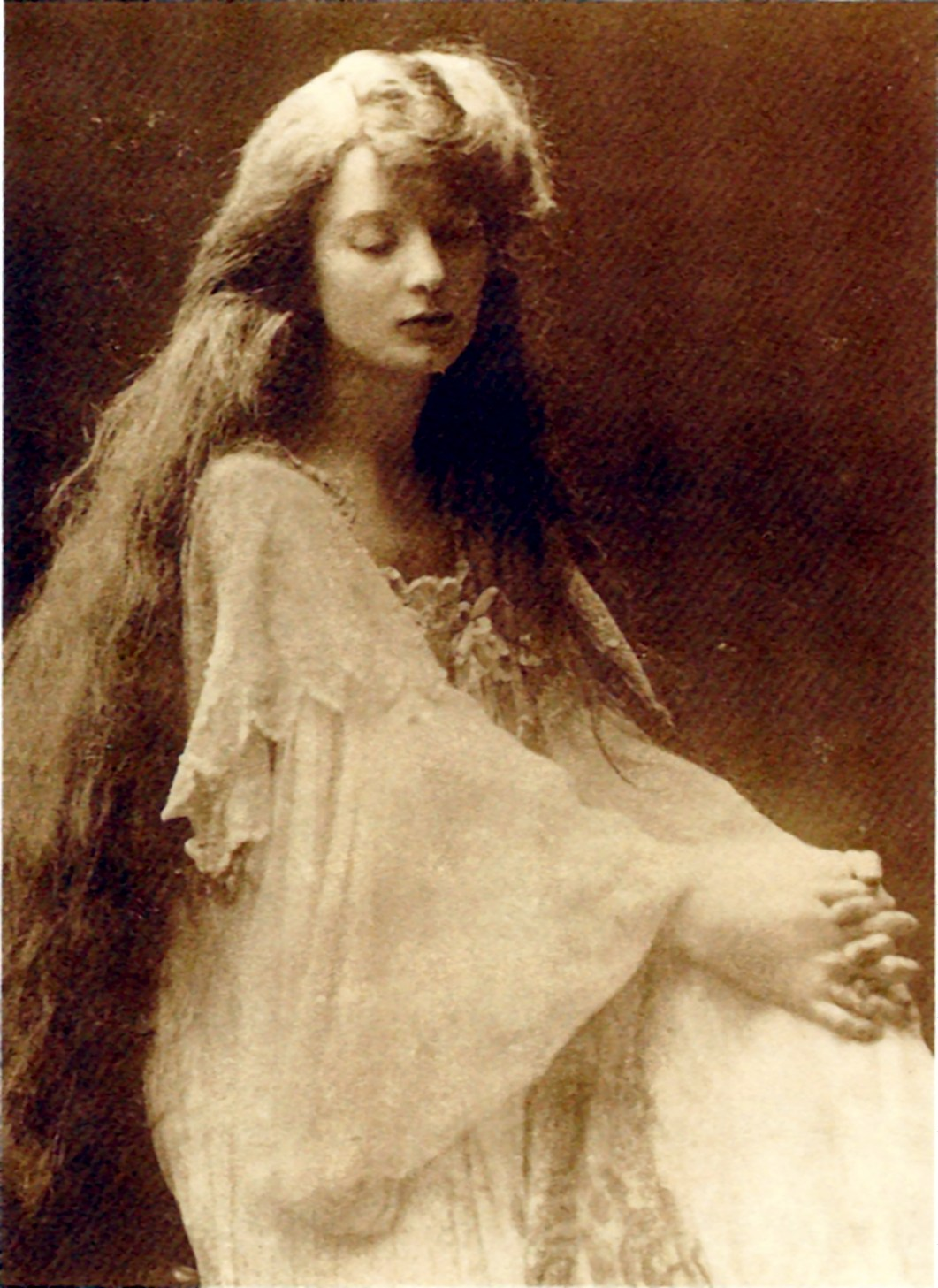
Ева Палмер-Сикелианос

В 1907 году женился на американке Еве Палмер, которая была в то время студенткой, училась в Париже. В 1908 году они вместе переехали в Афины. В этот период Сикелианос стал общаться с представителями греческой интеллигенции. В 1909 году был опубликован его первый сборник стихов «Ясновидящий» (Αλαφροΐσκιωτος), получивший признание критиков.

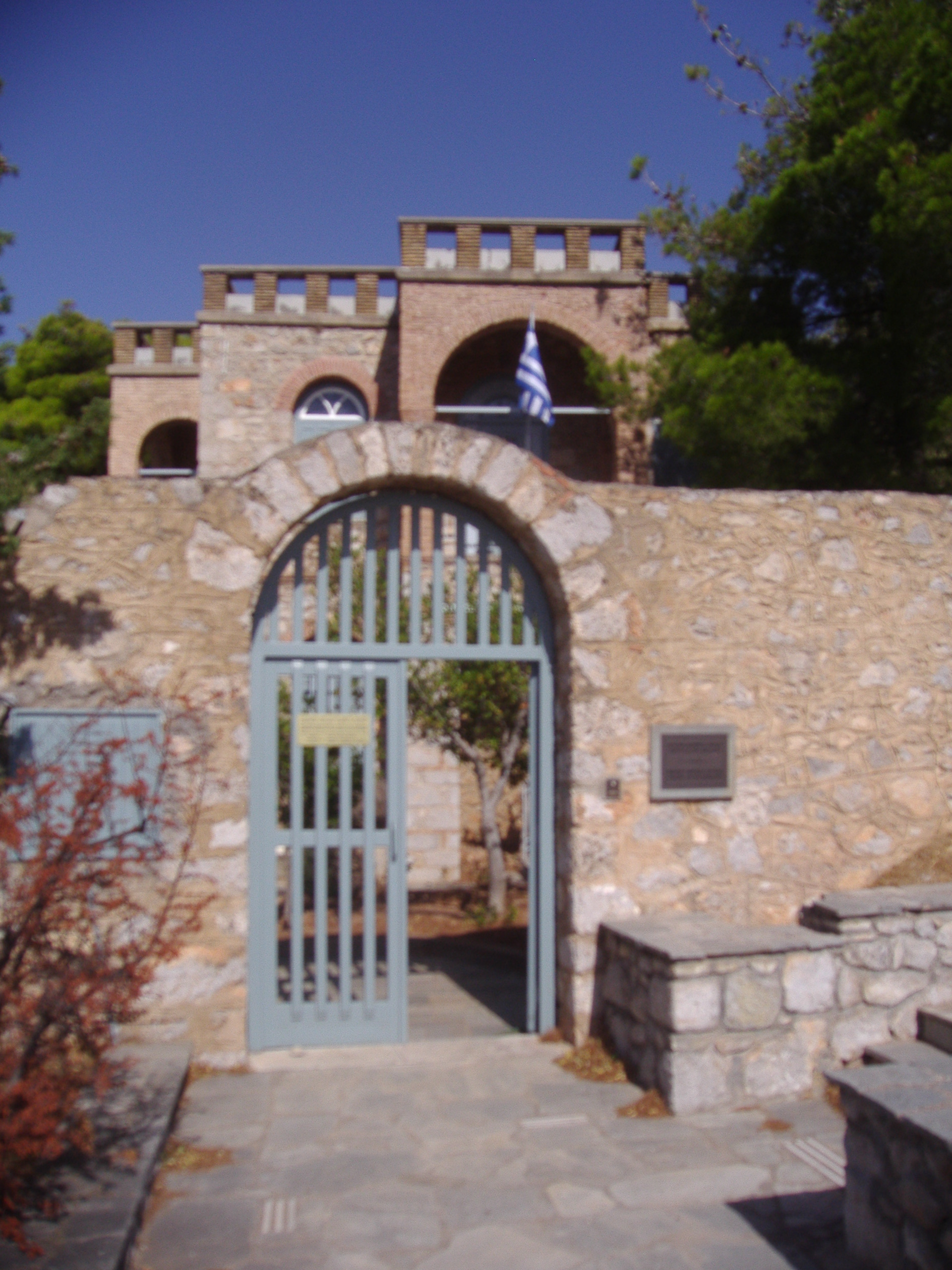
Дом А́нгелоса Сикелианоса и Евы Палмер-Сикелианос в Дельфах

Сикелианос дружил с писателем Никосом Казандзакисом, в 1914 году они провели 40 дней на горе Афон, посетив многие монастыри и ведя аскетический образ жизни. В следующем году они совершили паломничество по территории Греции. Хотя оба они были близки по духу друг другу, но всё же их взгляды на жизнь различались. Сикелианос был полон оптимизма, веры в свои способности как писателя. Казандзакис же сторонился людей, был склонен к сомнениям. Однако они были едины в своих попытках обогатить и облагородить человеческий дух с помощью литературы.
В мае 1927 года, при поддержке своей жены, Сикелианос организовал Дельфийский фестиваль как часть своего глобального замысла по возрождению «дельфийской идеи». Он верил, что принципы, которые были сформулированы древней греческой цивилизацией, если их пересмотреть с учётом современных реалий, могут помочь культурному общению между людьми.
Игры стали популярными и, несмотря на отсутствие государственной поддержки, проводились ещё. В 1930 году их проведение было надолго прервано из-за больших расходов на их организацию.
В 1950-х годах Евой Палмер предпринимались попытки организовать третий Дельфийский фестиваль. Сохранилось её письмо к Сикелианосу, в котором она излагает свои планы по поводу проведения Фестиваля и назначает год — 1953. Но смерть Сикелианоса, и, через некоторое время, самой Палмер, не дала возможности осуществить задуманное.
Европейский культурный центр в Дельфах купил и восстановил дом Ангелоса и Евы в Дельфах, сегодня в нём размещается Музей дельфийских фестивалей.
Во время немецкой оккупации Сикелианос был источником вдохновения для греческого народа, особенно после его речи, которую он прочёл на могиле поэта Костиса Паламаса. Он составил обращение в защиту евреев, подписанное многими известными гражданами Греции, участвовал в Движении Сопротивления, был главой «Общества греческих писателей».
В 1949 году был кандидатом на получение нобелевской премии по литературе. Сикелианос трагически погиб в Афинах, по ошибке выпив дезинфицирующее средство вместо лекарства.